# Guido de Werd

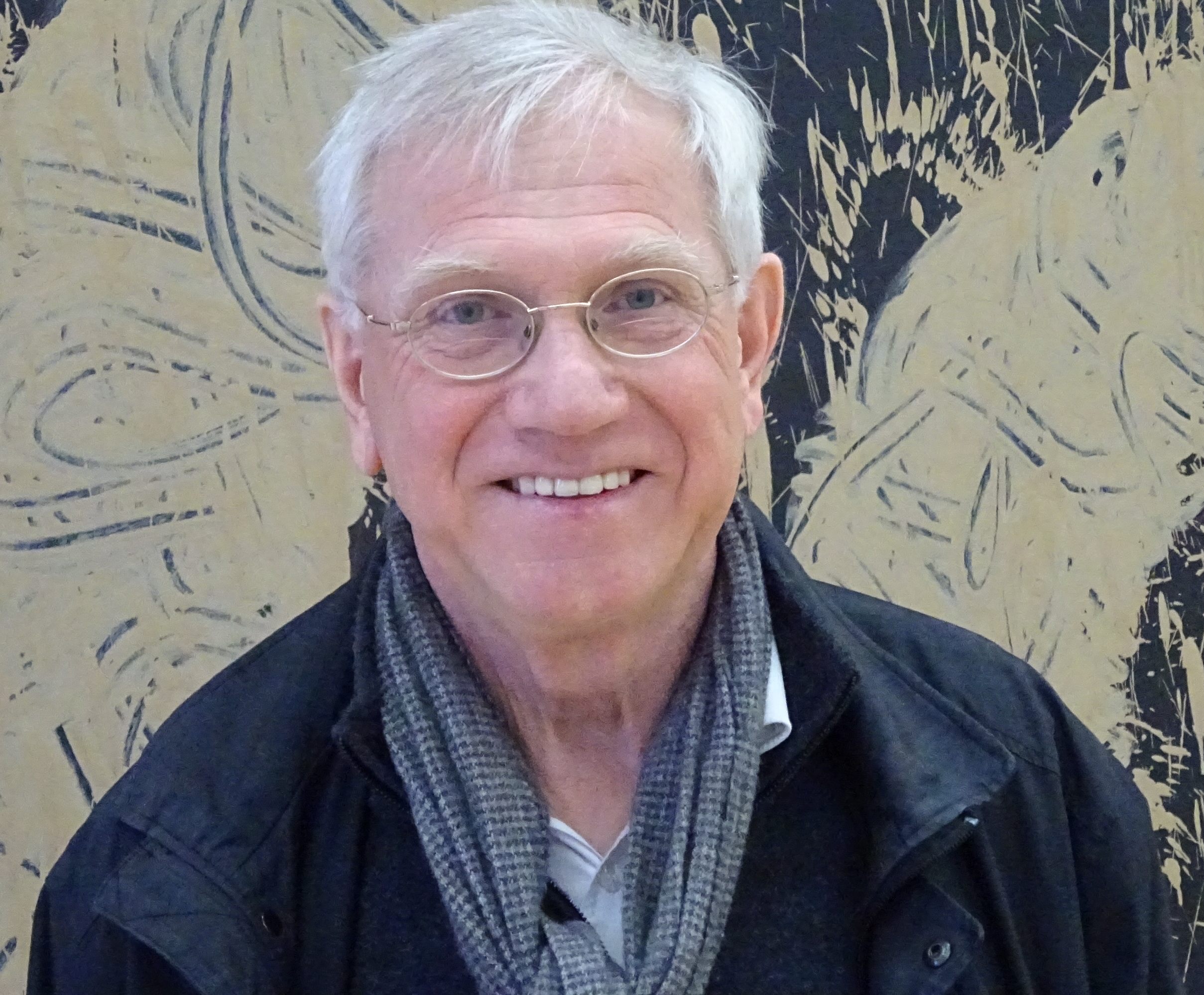
Guido de Werd (2017)

Guido de Werd (* 6. Dezember 1948 in Oss, Niederlande) ist ein niederländischer Kunsthistoriker.

## Leben und Wirken
Guido de Werd erlangte den niederländischen Studienabschluss „doctorandus“. 1972 wurde er in Kleve Assistent von Friedrich Gorissen, dem Leiter des Museums Städtisches Museum Haus Koekkoek, und ab 1976 dessen Nachfolger. Ab 1997 leitete er das Museum Kurhaus Kleve. Sein Wohnort blieb weiterhin Nijmegen. 1987 war er Mitgründer des „Freundeskreises Museum Kurhaus und Koekkoek-Haus Kleve e. V.“ Guido de Werd war maßgeblich an der Konzeption und Durchführung der Baumaßnahme „Friedrich-Wilhelm-Bad/Atelier Joseph Beuys“ beteiligt, für die der Freundeskreis Spenden in Höhe von 470.000 Euro sammelte. 2010 wurde er als Museumsleiter verabschiedet, er blieb bis 2014 „Senior-Kurator“ der Einrichtung.
Guido de Werd ist verheiratet mit der Kunsthistorikerin und Kuratorin Rita Kersting. Sie haben zwei Kinder und leben in Köln.

## Auszeichnungen
- Ritter des Ordens von Oranien-Nassau[7][8]
- 2013: Rheinlandtaler[7]
- 2013: Bundesverdienstkreuz 1. Klasse[4]

## Schriften
- (Hrsg.): Das Gesicht einer Stadt. Erhaltenswerte Gebäude in Kleve. Boss, Kleve 1977.
- St Nicolai, Kalkar. München 1983. 2. Auflage 1986. 3. Auflage 1990. Neuauflage 2002, ISBN 3-422-06336-6.
- Barend Cornelis Koekkoek, 1803–1862. Zeichnungen. Boss, Kleve 1983.
- Die katholische Stifts- und Propsteikirche St Mariae Himmelfahrt zu Kleve. Deutscher Kunstverlag, München 1985.
- (Hrsg.): Die Reise an den Niederrhein und nach Holland 1791. Das Tagebuch des späteren Königin von Preussen. Deutscher Kunstverlag, München 1987, ISBN 3-422-06010-3.
- Joseph Beuys. Kleve, Städtisches Museum Haus Koekkoek, 21. April bis 9. Juni 1991. Ausstellung und Katalog: Guido de Werd. Boss, Kleve 1991, ISBN 3-89413-331-7.
- Fritz Getlinger, Joseph Beuys und die „Straßenbahnhaltestelle“. Ausstellung und Katalog Guido de Werd. Freundeskreis Museum Kurhaus und Koekkoek-Haus Kleve, Kleve 2000, ISBN 3-934935-01-X.
- Henrik Douverman. Die Heiligen Drei Könige. Freundeskreis Museum Kurhaus und Koekkoek-Haus, Kleve 2006, ISBN 3-934935-31-1.
- als Hrsg.: Mein Rasierspiegel. Von Holthuys bis Beuys. Museum Kurhaus Kleve, Kleve 2012, ISBN 978-3-934935-61-7.